# Byleist
Byleist (Býleistr, "stormbyns blixt") var i nordisk mytologi son till Farbaute och Laufey och bror till Loke och Helblinde. Inget är känt om honom förutom hans släktförhållanden. 
Snorre Sturlasson hävdar i Gylfaginning (34) att "Lokes bröder är Býleistr och Helblindi", och flera eddatexter använder "Byleists broder" (bróðir Býleists, Völuspá, 51; Hyndluljóð, 40; Skáldskaparmál, 16) som en kenning för Loke.